# نوزگر
نوزگر (به ترکی آذربایجانی: Nüzgər) یک منطقهٔ مسکونی در جمهوری آذربایجان است که در شهرستان شمکور واقع شده‌است.